# Skylvalla

Skylvalla är en herrgård i Gåsinge socken, Gnesta kommun på en udde mellan Skylsjön och Trynsjön.
Området där Skylvalla ligger koloniserades först under medeltiden, men Skylvalla torde vara en av de första gårdarna i trakten, ägd under medeltiden av ätten Schack av Skylvalla. Gården ligger i ett kuperat landskap med sluttning mot sjöarna i söder. Skylvalla omtalas som sätesgård under medeltiden, men på 1660-talet upphörde privilegierna och gården lades under andra gårdar, bland annat Skeppsta. Idag märks främst bostadshuset med två flyglar i rödfärgat timmer, uppförda under 1700- och 1800-talet samt den över 40 meter långa ladugårds- och logbyggnaden.